# Bothriomyrmex regicidus
Bothriomyrmex regicidus är en myrart som beskrevs av Santschi 1919. Bothriomyrmex regicidus ingår i släktet Bothriomyrmex och familjen myror. Inga underarter finns listade.